# 宝島 (真藤順丈の小説)
『宝島』（たからじま、英: HERO's ISLAND）は、真藤順丈の小説である。2018年6月21日に講談社より出版された。「リュウキュウの青」「悪霊の踊るシマ」「センカアギヤーの帰還」の3部からなり、沖縄戦直後から始まった1952年の米軍統治時代から沖縄が日本に復帰した1972年までの沖縄を舞台としている。
2025年に映画版が公開予定。

## あらすじ
1952年の沖縄。米軍基地に忍び込んで物資を奪う「戦果アギヤー」として活躍していた孤児たち4人組グループ。中でもリーダー・オンちゃんは、住民のために薬を奪い、小学校を作るために木材を奪い、占領下の沖縄に勇気を与え続けて「伝説」と呼ばれていた。しかし極東最大の軍事基地「キャンプ・カデナ」に忍び込んだ夜、米軍から追われたオンちゃんは突如として失踪してしまう。後に残されたオンちゃんの親友グスクは警官に、オンちゃんの弟レイはアンダーグラウンドを転々とするテロリストに、そしてオンちゃんに好意を寄せていたヤマコは教師になって、戦後の沖縄でそれぞれの人生を懸命に生きる。

## 登場人物
オンちゃん
戦果アギヤーの一人で、島の英雄とされている。
グスク
オンちゃんの親友。
レイ
オンちゃんの弟。
ヤマコ
オンちゃんの恋人。
タイラ
反米闘争に明け暮れる港湾労働者。
チバナ
特飲街の女給。
国吉
レイの先輩の受刑者。
アーヴィン・マーシャ
米民政府官僚。
小松
マーシャルの通訳。
又吉世喜
<那覇派>首領。
ウタ
コザの浮浪児。

## 受賞
- 2018年 第9回山田風太郎賞 受賞[6]
- 2019年 第160回直木三十五賞 受賞[7]
- 2019年 第5回沖縄書店大賞 小説部門 受賞[8]

## 映画
2025年9月19日に公開予定。監督は大友啓史、主演は妻夫木聡。PG12指定。

### キャスト
- グスク：妻夫木聡
- ヤマコ：広瀬すず[10][11]
- レイ：窪田正孝[10][11]
- 小松：中村蒼[13]
- チバナ：瀧内公美[13]
- タイラ：尚玄[13]
- ダニー岸：木幡竜[13]
- 謝花ジョー：奥野瑛太[13]
- 辺土名：村田秀亮[13]
- アーヴィン・マーシャル：デリック・ドーバー[13]
- 喜舎場：ピエール瀧[13]
- ウタ：栄莉弥[13]
- 徳尚：塚本晋也[13]
- オン：永山瑛太[10][11]

### スタッフ
- 原作：真藤順丈『宝島』（講談社文庫）
- 監督：大友啓史
- 脚本：高田亮、大友啓史、大浦光太[14]
- 音楽：佐藤直紀[14]
- 製作：中村光孝、角田真敏、門屋大輔、吉村文雄、森正文、Luci Y. KIM、植田泰生、藤原寛、出來由紀子、津田真希子、上原直樹、中村一彦、武富和彦、野島正也、久保浩章、長濱弘真、永堀真[14]
- 企画・プロデュース：五十嵐真志[11]
- エグゼクティブプロデューサー：石黒研三、佐倉寛二郎、Luci Y. KIM[14]
- プロデューサー：野村敏哉、角田朝雄、福島聡司[14]
- 宣伝プロデューサー：木村徳永、森島奈津子[14]
- ラインプロデューサー：村松大輔[14]
- 撮影：相馬大輔[14]
- 照明：永田ひでのり[14]
- 美術：花谷秀文[14]
- 装飾：渡辺大智、島村篤史[14]
- 録音：湯脇房雄[14]
- 編集：早野亮[14]
- 衣装デザイン：宮本まさ江[14]
- ヘアメイクディレクター：酒井啓介[14]
- VFXスーパーバイザー：小坂一順[14]
- 音楽プロデューサー：津島玄一[14]
- スーパーヴァイジングサウンドエディター：勝俣まさとし[14]
- ミュージックエディター：石井和之[14]
- 監督補：田中諭[14]
- スケジュール：桜井智弘[14]
- 助監督：村上秀晃、佐和田惠[14]
- スクリプター：佐山優佳[14]
- キャスティング：川村恵、梓菜穂子、飯田美保[14]
- 沖縄アドバイザー：今科子[14]
- 特機：奥田悟[14]
- スタントコーディネーター：吉田浩之[14]
- スチール：菊池修[14]
- 製作担当：大田康一、菱川直樹[14]
- 後援：沖縄県[14]
- 助成：文化庁文化芸術振興費補助金（日本映画製作支援事業）独立行政法人日本芸術文化振興会、JLOX、JLOX+[14]
- 配給：東映、ソニー・ピクチャーズ エンタテインメント[11][12]
- 製作プロダクション：クロスメディア[14]
- 製作幹事：電通[14]
- 製作：「宝島」製作委員会